# Джэксон (округ, Миссисипи)
Округ Джэксон (англ. Jackson County) — округ штата Миссисипи, США. Население округа на 2000 год составляло 131420 человек. Административный центр округа — город Паскагула.

## История
Округ Джэксон основан в 1812 году.

## География
Округ занимает площадь 1882,9 км2.

## Демография
Согласно переписи населения 2000 года, в округе Джэксон проживало 131 420 человек (данные Бюро переписи населения США). Плотность населения составляла 69,8 человек на квадратный километр.